# Rañín
Rañín (aragonesisch Ranyín) ist ein spanischer Ort in den Pyrenäen in der Provinz Huesca der Autonomen Gemeinschaft Aragonien. Der Ort gehört seit 1960 zur Gemeinde La Fueva. Rañín hatte 48 Einwohner im Jahr 2015.
Der Ort, der circa fünf Kilometer östlich der Embalse de Mediano liegt, ist über die Landstraße SC-22113-02 zu erreichen.

## Baudenkmäler
- Kirche Nuestra Señora de la Asunción, erbaut im 16./17. Jahrhundert (Bien de Interés Cultural)

## Weblinks

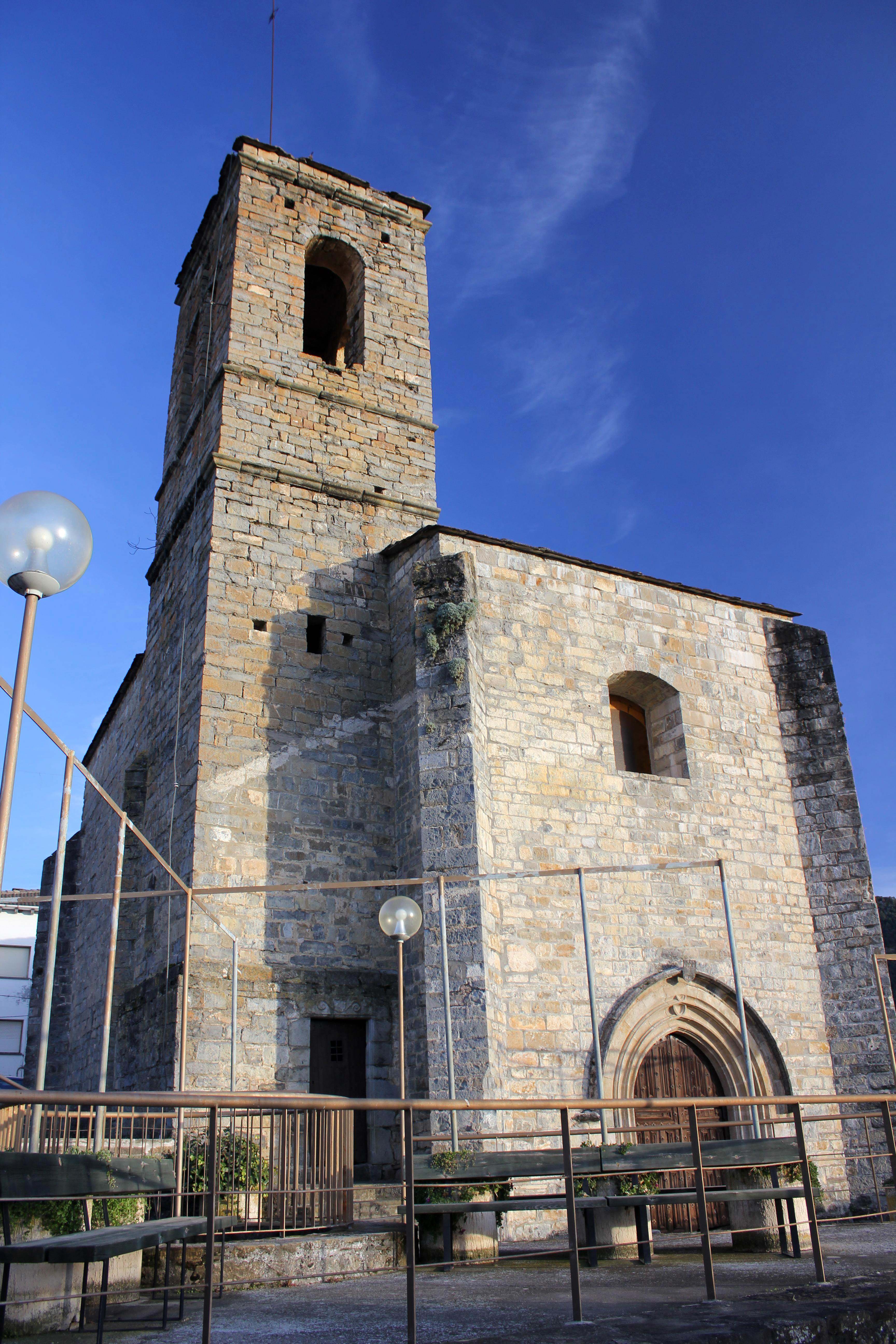
Kirche Nuestra Señora de la Asunción